# アキラ (格闘家)
アキラ（1987年1月18日 - ）は、日本の男性総合格闘家。長野県塩尻市出身。武蔵村山さいとうクリニック/&MOSH所属。元ライト級キング・オブ・パンクラシスト。

## 来歴
中学校・高校時は剣道部に所属し、日本体育大学では体操部に所属。しかし、格闘家への憧れは昔から抱いており、2005年にPRIDEライト級グランプリの決勝戦、五味隆典対桜井"マッハ"速人の一戦を見て、その気持ちはますます膨らみ、友達に五味のジムの見学を誘われた事がきっかけとなり久我山ラスカルジムに入門。体操部を退部し、大学2年からは総合格闘技一本にしぼってトレーニングを積んだ。
その後、アマチュア総合格闘技で経験を積み、全日本コンバットレスリング選手権では2010年と2012年に73㎏級で優勝した。
2010年4月24日、修斗でプロデビューし、2013年からはパンクラスに主戦場を移した。
2017年4月23日、PANCRASE 286で徳留一樹と対戦し、TKO負け。
2020年7月24日、PANCRASE 316でISAOと対戦し、判定負け。
2021年5月30日、PANCRASE 321で松本光史と対戦し、TKO勝ち。
2021年10月24日、RIZIN初出場となったRIZIN.31にてDEEPウェルター級暫定王者の阿部大治と対戦し、2Rにノースサウスチョークによる一本勝ちを収めた。
2022年9月11日、PANCRASE 329のライト級暫定キング・オブ・パンクラス決定戦で松本光史と対戦し、3Rに左スーパーマンパンチでKO勝ちを収め、暫定王座を獲得した。
2023年4月30日、PANCRASE 333のライト級キング・オブ・パンクラス王座統一戦で正規王者の久米鷹介と対戦し、2-1の判定勝ちを収め、王座統一に成功した。
2023年7月30日、超RIZIN.2でルイス・グスタボの負傷欠場を受けてトフィック・ムサエフと対戦し、2Rにスタンドパンチ連打によるKO負けを喫した。
2024月3月31日、PANCRASE 341でタイトルマッチを行い挑戦者の雑賀“ヤン坊”達也と対戦し、1RにハイキックでKO負け。王座から陥落した。

## 人物・エピソード
- リングネームは五味隆典が考えた[8]。
- 腹筋が異常なまでに発達しており、「腹筋ゴリラ」の愛称で親しまれている。石渡伸太郎のYouTubeチャンネルではアキラの腹筋に様々な格闘家が挑む腹パン動画が人気シリーズとなっており、ヘビー級ボクサーが全力のパンチを連打しても、ムエタイ王者が首相撲からの膝蹴りを連打しても、アキラに目隠しをさせた状態でボディ打ちをしても、誰一人アキラに一切効かせることが出来なかった｡[映像 1]

## 戦績

### プロ総合格闘技
| 総合格闘技 戦績 | 総合格闘技 戦績 | 総合格闘技 戦績 | 総合格闘技 戦績 | 総合格闘技 戦績 | 総合格闘技 戦績 | 総合格闘技 戦績 |
| --------------- | --------------- | --------------- | --------------- | --------------- | --------------- | --------------- |
| 34 試合         | (T)KO           | 一本            | 判定            | その他          | 引き分け        | 無効試合        |
| 19 勝           | 5               | 2               | 12              | 0               | 4               | 0               |
| 11 敗           | 6               | 1               | 4               | 0               | 4               | 0               |

| 勝敗 | 対戦相手               | 試合結果                                    | 大会名 | 開催年月日     |
| ×    | 雑賀“ヤン坊”達也       | 1R 1:42 KO（右ハイキック）                  | PANCRASE 341 【ライト級キング・オブ・パンクラス タイトルマッチ】                                               | 2024年3月31日  |
| ×    | トフィック・ムサエフ   | 2R 1:11 KO（左フック）                      | 超RIZIN.2 | 2023年7月30日  |
| ○    | 久米鷹介               | 5分5R終了 判定2-1                           | PANCRASE 333 【ライト級キング・オブ・パンクラス王座統一戦】                                                    | 2023年4月30日  |
| ○    | 松本光史               | 3R 1:25 KO（左スーパーマンパンチ）          | PANCRASE 329 【ライト級キング・オブ・パンクラス暫定王者決定戦】                                                | 2022年9月11日  |
| ×    | 大原樹理               | 5分3R終了 判定1-2                           | RIZIN.34 | 2022年3月20日  |
| ○    | 鈴木琢仁               | 5分3R終了 判定3-0                           | RIZIN TRIGGER 2nd                                                                                              | 2022年2月23日  |
| ○    | 阿部大治               | 2R 4:34 ノースサウスチョーク                | RIZIN.31 | 2021年10月24日 |
| ○    | 松本光史               | 3R 1:03 KO（右フック→パウンド）             | PANCRASE 321                                                                                                   | 2021年5月30日  |
| ○    | 田村一聖               | 2R 0:42 KO（スタンドパンチ）                | PANCRASE 319                                                                                                   | 2020年10月25日 |
| ×    | ISAO                   | 5分3R終了 判定0-3                           | PANCRASE 316                                                                                                   | 2020年7月24日  |
| ×    | 岡野裕城               | 2R 2:25 TKO（パンチ→パウンド）              | ONE Japan Series: Road to Century                                                                              | 2019年9月1日   |
| ×    | 冨樫健一郎             | 5分3R終了 判定0-3                           | PANCRASE 304                                                                                                   | 2019年4月14日  |
| ×    | サドゥロエフ・ソリホン | 2R 0:19 TKO（レフェリーストップ）           | PANCRASE 301                                                                                                   | 2018年11月25日 |
| ○    | ヒカルド・チルロニ     | 5分3R終了 判定3-0                           | PANCRASE 293                                                                                                   | 2018年2月4日   |
| ○    | 郷野聡寛               | 5分3R終了 判定3-0                           | PANCRASE 290                                                                                                   | 2017年10月8日  |
| ×    | 徳留一樹               | 1R 0:28 TKO（左ストレート→パウンド）        | PANCRASE 286                                                                                                   | 2017年4月23日  |
| ○    | 長岡弘樹               | 5分3R終了 判定3-0                           | PANCRASE 279                                                                                                   | 2016年7月24日  |
| ○    | ジョシュ・スミス       | 5分3R終了 判定3-0                           | PANCRASE 270                                                                                                   | 2015年10月4日  |
| ×    | 北岡悟                 | 5分3R終了 判定0-3                           | PANCRASE 265 【ワールドスラムトーナメント ライト級 決勝】                                                      | 2015年3月15日  |
| ○    | 奥野泰舗               | 2R 0:34 テクニカル判定2-1                   | PANCRASE 263 【ワールドスラムトーナメント ライト級 準決勝】                                                    | 2014年12月6日  |
| ○    | 太田駿平               | 5分3R終了 判定3-0                           | PANCRASE 260                                                                                                   | 2014年8月10日  |
| △    | アンディ・メイン       | 5分3R終了 判定1-0                           | PANCRASE 256                                                                                                   | 2014年2月2日   |
| ○    | マウリシオ・レイス     | 5分3R終了 判定3-0                           | PANCRASE 253                                                                                                   | 2013年11月3日  |
| ○    | クリスMAN              | 1R 4:48 KO（スタンドパンチ）                | PANCRASE 248                                                                                                   | 2013年6月30日  |
| ○    | 網潤太郎               | 1R 2:48 TKO（レフェリーストップ：額の負傷） | PANCRASE 246                                                                                                   | 2013年3月17日  |
| ×    | 大尊伸光               | 2R 1:58 KO                                  | プロフェッショナル修斗公式戦 ～東日本大震災支援チャリティ～                                                    | 2012年7月16日  |
| ○    | 川村文彦               | 1R 3:25 スリーパーホールド                  | プロフェッショナル修斗公式戦                                                                                   | 2012年5月18日  |
| ○    | 西岡攻児               | 2R終了 判定3-0                              | プロ修斗 ISAMI presents サバイバートーナメント決勝～東日本大震災復興支援チャリティ～                           | 2012年1月8日   |
| ×    | 星野大介               | 1R 0:36 スリーパーホールド                  | 修斗 SHOOTO the SHOOT 2011                                                                                     | 2011年11月5日  |
| △    | 松本光史               | 2R終了 判定1-1                              | 修斗伝承 2011 ～東北地方太平洋沖地震支援チャリティ～                                                           | 2011年4月29日  |
| △    | 下石康太               | 5分2R終了 判定1-0                           | 修斗 THE ROOKIE TOURNAMENT 10 FINAL 【2010年度ウェルター級新人王決定トーナメント決勝】                         | 2010年12月18日 |
| ○    | 鈴木淑徳               | 5分2R終了 判定3-0                           | 修斗 The Way of SHOOTO 05 〜Like a Tiger, Like a Dragon〜                                                      | 2010年9月23日  |
| △    | MIKE                   | 5分2R終了 判定1-0                           | 修斗 The Way of SHOOTO 04 ～Like a Tiger, Like a Dragon～ 【2010年度ウェルター級新人王決定トーナメント二回戦】 | 2010年7月19日  |
| ○    | 近藤秀人               | 5分2R終了 判定2-0                           | 修斗 SHOOTO GIG TOKYO Vol.4 【2010年度ウェルター級新人王決定トーナメント一回戦】                               | 2010年4月24日  |

### アマチュア総合格闘技
| 勝敗 | 対戦相手   | 試合結果                   | 大会名                                                | 開催年月日     |
| ○    | 澤藤陽輔   | 2R 3:00 /ポイント/49-39    | 第6回 東日本アマチュア修斗オープントーナメント 決勝   | 2009年12月20日 |
| ○    | 林崎俊介   | 1R 4:00 /ポイント/25-18    | 第6回 東日本アマチュア修斗オープントーナメント 二回戦 | 2009年12月20日 |
| ○    | 箕輪光一   | 1R 4:00 /ポイント/21-13    | 第6回 東日本アマチュア修斗オープントーナメント 一回戦 | 2009年12月20日 |
| ×    | 小林孝至   | 1R 2:13 アームロック       | 第16回 全日本アマチュア修斗選手権大会 二回戦          | 2009年9月27日  |
| ○    | 坂東闘志也 | 1R 3:24 チョークスリーパー | 第16回 全日本アマチュア修斗選手権大会 一回戦          | 2009年9月27日  |
| ○    | 森修       | 2R 3:00 /ポイント/16-5     | 第1回 南関東アマチュア修斗選手権大会 決勝             | 2009年8月23日  |
| ×    | 端地順平   | 1R 0:25 フロントチョーク   | 大宮フリーファイト 57                                 | 2007年10月21日 |
| ○    | 松田真吾   | 2R 3:00 /ポイント/16-5     | 八景フリーファイト 9                                  | 2007年7月21日  |
| ○    | 奥泉直也   | 2R 3:00 /ポイント/5-4      | 大宮フリーファイト 55                                 | 2007年3月11日  |
| ○    | 田嶋直人   | 2R 1:49 チョークスリーパー | 八景フリーファイト 8                                  | 2007年2月11日  |

## 獲得タイトル
- 第15回全日本コンバットレスリング選手権 73kg級 3位（2009年）
- 第16回全日本コンバットレスリング選手権 73kg級 優勝（2010年）
- 第17回全日本コンバットレスリング選手権 73kg級 優勝（2012年）
- 第1回 南関東アマチュア修斗選手権 ミドル級 優勝（2009年）
- 第6回 東日本アマチュア修斗オープントーナメント ウェルター級 優勝（2009年）
- プロフェッショナル修斗新人王決定トーナメント ウェルター級 準優勝（2010年）
- パンクラス8人日本選抜vs.8人世界選抜 ワールドスラムトーナメントライト級 準優勝（2015年）
- ライト級暫定キング・オブ・パンクラシスト(2022年)
- 第8代ライト級キング・オブ・パンクラス王座（2023年）

### 映像資料
1. ↑  『最強の腹筋を持つ漢 アキラ 腹パン最強伝説！総集編』石渡伸太郎ch、2023年。